# Peter Dalcher

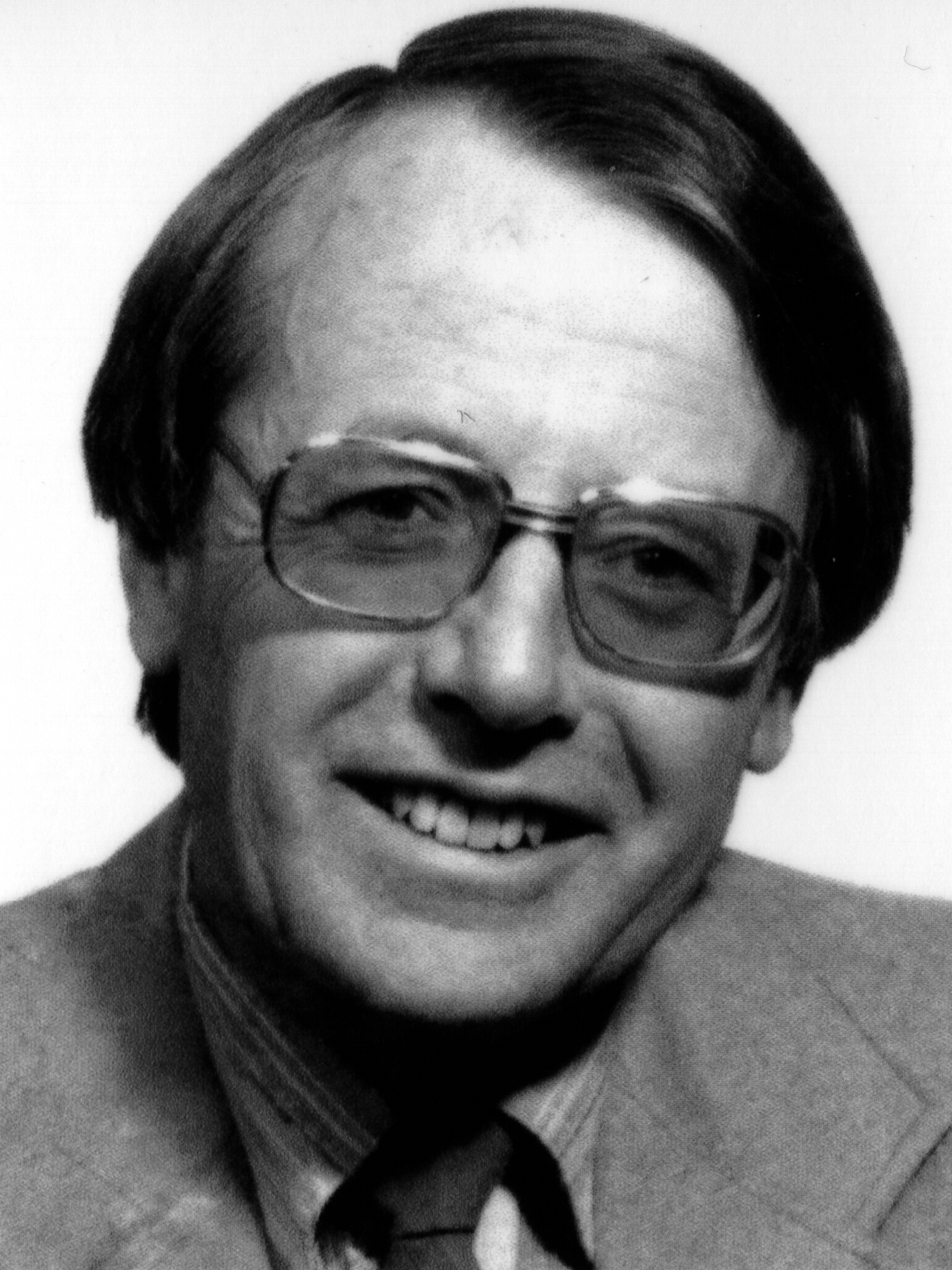
Peter Dalcher

Peter Dalcher (* 26. April 1926 in Pessac; † 30. Dezember 2010 in Zug) war ein Schweizer Sprachwissenschafter und Lexikograph und fünfter Chefredaktor des Schweizerischen Idiotikons.

## Leben und Schaffen
Dalcher kam im französischen Aquitanien zur Welt, wo sein aus dem Baselbiet stammender Vater für ein Schweizer Unternehmen arbeitete. Nachdem die Familie in die Schweiz zurückgekehrt war, besuchte er die Primar- und die Kantonsschule in Zug. Das anschliessende Studium der Germanistik und Anglistik absolvierte Dalcher in Zürich, Basel und Aberdeen und schloss es bei Rudolf Hotzenköcherle mit einer 1957 erschienenen Dissertation über die Fischereiterminologie im Zuger Urkundenbuch ab.
Schon als Student stellte Dalcher zuhanden des Deutschen Wörterbuchs Material aus den noch ungedruckten Beständen des Schweizerischen Idiotikons zusammen. 1955 trat er am Idiotikon eine Stelle als Redaktor an und stand diesem (als Nachfolger von Hans Wanner) von 1974 bis zu seiner Pensionierung 1991 als Chefredaktor vor.
Dalcher erteilte ab 1969 an der Universität Freiburg im Üechtland Unterricht in Mittelhochdeutsch und wurde 1976 ebenda zum Titularprofessor für deutsche Sprachwissenschaft ernannt. Überdies nahm er Lehraufträge an der Universität Zürich wahr. Sein besonderes Interesse galt den Anglizismen im Schweizerdeutschen, über die er eine umfassende, heute im Archiv des Idiotikons aufbewahrte und von diesem 2020 online gestellte Sammlung anlegte.
Neben seiner Berufstätigkeit war Dalcher für die Freisinnig-Demokratische Partei Mitglied des Zuger Grossen Gemeinderates (kommunale Legislative) und des Zuger Kantonsschulrates, und er amtete ein gutes Jahrzehnt als Vizepräsident und Präsident der Zuger Kunstgesellschaft. Vehement trat er für die Erhaltung der Landschaft seiner engeren Heimat ein. Seine humorvolle Seite kam unter anderem in den Stücken zum Ausdruck, die er für das Cabaret Durzug verfasste.

## Ehrungen
Dalcher erhielt 1991 den Anerkennungspreis des Kantons Zug «für seine Verdienste als Sprachwissenschafter und seine Tätigkeit in kulturellen Vereinigungen», und 1991 sowie 2001 wurden Tagungen zu seinen Ehren organisiert.
Überdies wurden ihm zwei Festschriften gewidmet:
- Festgabe für Peter Dalcher, Chefredaktor des Schweizerdeutschen Wörterbuches, zu seinem 60. Geburtstag am 26. April 1986, überreicht von seinen Redaktionskollegen. Zürich 1987 (Beiheft zum Bericht über das Jahr 1986 des Schweizerdeutschen Wörterbuchs). [Mit Bibliographie]
- Gömmer MiGro? Veränderungen und Entwicklungen im heutigen SchweizerDeutschen. Ergebnisse der sprachwissenschaftlichen Tagung zum 75. Geburtstag von Peter Dalcher, Freiburg/Schweiz, 4./5. Mai 2001, hrsg. von Beat Dittli, Annelies Häcki Buhofer und Walter Haas, Freiburg 2003 (Germanistica Friburgensia 18). [Mit Bibliographie.]

## Publikationen in Auswahl
Schweizerisches Idiotikon
- Zahlreiche Wortartikel in den Bänden 12, 13, 14 und 15.

Monographie
- Die Fischereiterminologie im Urkundenbuch von Stadt und Amt Zug 1352 bis 1528. Dissertation Universität Zürich, Frauenfeld 1957 (Beiträge zur schweizerdeutschen Mundartforschung VII).

Mitarbeit
- Hans Bossard, unter Mitarbeit von Peter Dalcher: Zuger Mundartbuch. Grammatik und Wörterverzeichnisse. Zürich 1962 (Grammatiken und Wörterbücher des Schweizerdeutschen IV).
- Glossar zum Zuger Urkundenbuch von Stadt und Amt Zug (1352–1528), hrsg. von einer Kommission des Zuger Vereins für Heimatgeschichte, Zug 1964, S. 1509–1536.

Aufsätze
- Die zugerischen Mundartformen. Ein Beitrag zur Sprachgeographie. In: Zuger Neujahrsblatt 1951, Zug 1951, S. 27–38.
- Von der Sprache der Baarer. In: Heimatbuch Baar, Baar 1958, S. 56–61.
- Zur Mundart von Cham. In: Zuger Neujahrsblatt 1958, Zug 1958, S. 52–68.
- Über Relativpronomen im Schweizerdeutschen. In: Sprachleben der Schweiz. Sprachwissenschaft, Namenforschung, Volkskunde [= Festschrift für Rudolf Hotzenköcherle], hrsg. von Paul Zinsli u. a., Bern 1963, S. 115–132.
- Der Einfluss des Englischen auf die Umgangssprache der deutschen Schweiz. In: Schweizerdeutsches Wörterbuch. Bericht über das Jahr 1966, Zürich 1967, S. 11–22.
- Etwas vom «Boss». In: Schweizerdeutsches Wörterbuch. Bericht über das Jahr 1967, Zürich 1968, S. 31–38.
- Papier- und Geisterwörter aus der deutschen Schweiz. In: Festschrift Gottfried Boesch, Schwyz 1980, S. 107–111.
- Die Grenzzone zwischen Name und Appellativ: Eine Herausforderung des Lexikologen? In: Proceedings of the 13th International Congress of Onomastic Sciences I, Warschau 1981, S. 329–335.
- Eine Volksausgabe des Idiotikons? In: Die Schweizerischen Wörterbücher. Beiträge zu ihrer wissenschaftlichen und kulturellen Bedeutung, für die SGG hrsg. von Ottavio Lurati und Hans Stricker, Freiburg 1982, S. 231–237.
- Anglicisms in Swiss German. The evaluation by computer of a survey conducted in 1964/5. In: English in contact with other languages. Studies in honour of Broder Carstensen on the occasion of his 60th birthday, hrsg. von Wolfgang Viereck und Wolf-Dietrich Bald, Budapest 1986, S. 179–206.
- Althochdeutsches im Schweizerischen Idiotikon. In: Althochdeutsch, Band 2: Wörter und Namen, Forschungsgeschichte, hrsg. von Rolf Bergmann u. a., Heidelberg 1987, S. 1025–1029.
- Der alt Güüchmaarti und die alte Stumpig. Ein Stück Oral Poetry aus der Innerschweiz von Franz Stump, hrsg. von Peter Dalcher und Paul Kamer unter Mithilfe von Lotti Arter. In: Festgabe für Arno Ruoff, Tübingen 1990, S. 60–79. – Erneut: Der alt Güüchmaarti und die alte Stumpig. Ein Älpler-Epos aus der Innerschweiz von Franz Stump, hrsg. von Peter Dalcher. In: Der Geschichtsfreund 156 (2003), S. 147–170, doi:10.5169/seals-118790.
- «Was tut ein Playboy, wenn er nicht playt?» Zum Gebrauch englischer Verben in der Schriftsprache und Mundart der deutschen Schweiz. In: Alemannische Dialektforschung. Bilanz und Perspektiven. Beiträge zur 11. Arbeitstagung alemannischer Dialektologen, hrsg. von Heinrich Löffler unter Mitarbeit von Christoph Grolimund und Mathilde Gyger, Tübingen und Basel 1995, S. 55–64 (Basler Studien zur deutschen Sprache und Literatur 68).
- Zu einigen Fischnamen. In: Dan do Oide. Essays in Memory of Conn R. O’Cleirigh, Dublin 1997, S. 105–114.
- Der Huchen und seine Etymologien. In: Beharrsamkeit und Wandel. Festschrift für Herbert Tatzreiter zum 60. Geburtstag, hrsg. von Werner Bauer und Hermann Scheuringer, Wien 1998, S. 39–47.
- Wie das Schweizerische Idiotikon mit den Kinderreim-Wörtern umgeht. In: Erträge der Dialektologie und Lexikographie. Festgabe für Werner Bauer zum 60. Geburtstag, hrsg. von Herbert Tatzreiter u. a., Wien 1999, S. 31–48.
- Innerschweizer Dialektspezialitäten. In: Der Geschichtsfreund 154 (2001), S. 64–74, doi:10.5169/seals-118780.
- Zu Eigen- und Besonderheiten deutschschweizerischer Anglizismen. In: Alemannische Dialektologie: Wege in die Zukunft. Beiträge zur 16. Arbeitstagung für alemannische Dialektologie in Freiburg/Fribourg vom 07.–10.09.2008, hrsg. von Helen Christen u. a., Stuttgart 2010 (ZDL-Beiheft 141), S. 219–230.

Anglizismen-Sammlung
- Anglizismensammlung von Peter Dalcher.